# Noccaea valerianoides
Noccaea valerianoides är en korsblommig växtart som först beskrevs av Heinrich Gottlieb Ludwig Reichenbach, och fick sitt nu gällande namn av Friedrich Karl Meyer. Noccaea valerianoides ingår i släktet backskärvfrön, och familjen korsblommiga växter. Inga underarter finns listade i Catalogue of Life.